# The Crown (Fernsehserie)
The Crown (deutsch „Die Krone“) ist eine britische Fernsehserie der Online-Streaming-Plattform Netflix, die von Peter Morgan entwickelt wurde, der auch den Film Die Queen aus dem Jahr 2006 verantwortete. Die Serie, die auf 60 Episoden und sechs Staffeln aufgeteilt ist, die in den Jahren von 2016 bis 2023 veröffentlicht wurden, widmet sich dem Leben der britischen Königin Elisabeth II.
Die erste Staffel der Serie ist seit dem 4. November 2016 weltweit verfügbar. Eine zweite Staffel war bereits zuvor in Auftrag gegeben worden und wurde am 8. Dezember 2017 veröffentlicht. Anschließend wurde die Verlängerung der Serie um eine dritte und vierte Staffel bekannt gegeben, deren Vorproduktion bereits begonnen hatte. Die dritte Staffel erschien am 17. November 2019 und die vierte wurde am 15. November 2020 veröffentlicht. 2020 wurde die Serie erst um eine fünfte, später um eine finale sechste Staffel verlängert, wobei diese Laufzeit bereits von Beginn an geplant war. Die fünfte Staffel wurde am 9. November 2022 veröffentlicht. Die sechste Staffel wurde in zwei Teilen veröffentlicht; der erste Teil mit vier Folgen am 16. November 2023 und der zweite Teil mit den letzten sechs Folgen der Serie folgte am 14. Dezember 2023.
Mit einem Budget von bis zu 80 Millionen US-Dollar für die erste Staffel zur Veröffentlichung im Jahr 2016, war die Serie das bis dahin teuerste Projekt von Netflix. Stand 2020, mit der vierten Staffel, betrug das geschätzte Produktionsbudget der Serie laut The Guardian 260 Millionen US-Dollar, was The Crown zu einer der am teuersten produzierten Serien überhaupt machte.

## Überblick
Die Serie beschreibt das Leben von Elisabeth II. seit ihrer Hochzeit mit Prinz Philip. Die erste Staffel widmet sich dem Zeitraum von 1947 bis 1956, die zweite Staffel dem von 1956 bis 1964 und die dritte Staffel dem von 1964 bis 1977. Die vierte Staffel spielt im Zeitraum von 1979 bis 1990, während sich die fünfte Staffel mit dem Zeitraum von 1991 bis 1997 beschäftigt. Die letzte Staffel bewegt sich bis in die Zeit nach der Jahrtausendwende ins Jahr 2005.

## Hintergrund
Leitender Drehbuchautor von The Crown ist Peter Morgan. Morgan hatte zuvor unter anderem bereits das Drehbuch zu The Queen (2006) sowie das Bühnenstück The Audience (2013) geschrieben, beide befassen sich ebenfalls mit Ausschnitten aus dem Leben und dem Alltag von Queen Elizabeth II.
Als Regisseure wurden die ebenfalls an der Bühnenproduktion von The Audience beteiligten Stephen Daldry, Philip Martin, Julian Jarrold und Benjamin Caron gewonnen. Die Dreharbeiten fanden in Südengland, Schottland und Südafrika statt. Szenen, die im Buckingham Palace spielen, wurden teils im Studio gedreht, teils in anderen herrschaftlichen Anwesen, u. a. dem Lancaster House in London.
Als Reaktion auf den Tod von Queen Elizabeth II. am 8. September 2022 wurden die Dreharbeiten zur sechsten Staffel aus Respekt kurzzeitig unterbrochen. Der Tod soll jedoch nicht dem Drehbuch hinzugefügt werden.

## Besetzung und Synchronisation
Die deutsche Synchronfassung wurde vom CSC-Studio Hamburg erstellt. Die Dialogbücher schrieben Wolfgang Seifert (Staffel 1: Episode 1–4, 7, 9–10; Staffel 2: Episode 1–10; Staffel 3: Episode 1–3, 5–6, 8–9; Staffel 4: Episode 1–10; Staffel 5: Episode 1–10; Staffel 6: Episode 1–10), Kati Schäfer (Staffel 1: Episode 5–6) und Lutz Harder (Staffel 1: Episode 8). Dialogregie führten Dr. Gerd Naumann (Staffel 1–4) und Marion von Stengel (Staffel 2–6).

### Haupt- und Nebendarsteller
| Schauspieler         | Rolle                     | Hauptrolle (Episoden)                | Nebenrolle (Episoden)                              | Synchronsprecher                                            |
| -------------------- | ------------------------- | ------------------------------------ | -------------------------------------------------- | ----------------------------------------------------------- |
| Claire Foy           | Elizabeth II.             | 1.01–2.10, 4.08, 6.10                | 5.01                                               | Julia Casper (Staffel 1) Katharina von Keller (Staffel 2–6) |
| Olivia Colman        | Elizabeth II.             | 3.01–4.10, 6.10                      |                                                    | Christin Marquitan                                          |
| Imelda Staunton      | Elizabeth II.             | 5.01–6.10                            |                                                    | Christina Hoeltel                                           |
| Viola Prettejohn     | Elizabeth II.             |                                      | 6.08, 6.10                                         |                                                             |
| Matt Smith           | Philip Mountbatten        | 1.01–2.10                            |                                                    | Tobias Nath                                                 |
| Tobias Menzies       | Philip Mountbatten        | 3.01–4.10                            |                                                    | Markus Pfeiffer                                             |
| Jonathan Pryce       | Philip Mountbatten        | 5.01–6.10                            |                                                    | Lutz Riedel                                                 |
| Vanessa Kirby        | Prinzessin Margaret       | 1.01–2.10                            | 5.04                                               | Kristina von Weltzien                                       |
| Helena Bonham Carter | Prinzessin Margaret       | 3.01–4.10                            |                                                    | Melanie Pukaß                                               |
| Lesley Manville      | Prinzessin Margaret       | 5.01–6.08                            |                                                    | Katrin Decker                                               |
| Beau Gadsdon         | Prinzessin Margaret       |                                      | 6.08                                               | Lisbeth Andresen                                            |
| Victoria Hamilton    | Elizabeth Bowes-Lyon      | 1.01–2.10                            |                                                    | Dagmar Dreke                                                |
| Marion Bailey        | Elizabeth Bowes-Lyon      | 3.01–4.10                            |                                                    | Dagmar Dreke                                                |
| Marcia Warren        | Elizabeth Bowes-Lyon      | 5.01–6.09                            |                                                    | Gerlinde Dillge                                             |
| Greg Wise            | Louis Mountbatten         | 1.01–2.09                            |                                                    | Bernd Vollbrecht                                            |
| Charles Dance        | Louis Mountbatten         | 3.05–4.01                            |                                                    | Bernd Vollbrecht                                            |
| Jeremy Northam       | Anthony Eden              | 1.01–2.03                            |                                                    | Rüdiger Schulzki                                            |
| Ben Miles            | Peter Townsend            | 1.01–1.10, 2.07                      |                                                    | Robert Missler (Staffel 1) Robin Brosch (Staffel 2)         |
| Timothy Dalton       | Peter Townsend            | 5.04                                 |                                                    | Konstantin Graudus                                          |
| John Lithgow         | Winston Churchill         | 1.01–1.09, 2.06, 3.01, 6.08 (Stimme) |                                                    | Bernd Stephan                                               |
| Jared Harris         | George VI.                | 1.01–1.05, 1.10, 2.06                |                                                    | Achim Buch                                                  |
| Eileen Atkins        | Königin Mary              | 1.01–1.05                            |                                                    | Marianne Bernhardt                                          |
| Candida Benson       | Königin Mary              | 5.06                                 |                                                    |                                                             |
| Lia Williams         | Wallis Simpson            | 1.03–2.06, 5.03                      |                                                    | Margrit Straßburger                                         |
| Geraldine Chaplin    | Wallis Simpson            | 3.08–3.09                            |                                                    | Liane Rudolph                                               |
| Alex Jennings        | Edward VIII.              | 1.03–2.06, 5.03                      |                                                    | Gerhart Hinze (Staffel 1–2) Achim Buch (Staffel 5)          |
| Derek Jacobi         | Edward VIII.              | 3.08                                 |                                                    | Friedhelm Ptok                                              |
| Anton Lesser         | Harold Macmillan          | 2.01–2.10                            |                                                    | Sven Dahlem                                                 |
| Matthew Goode        | Antony Armstrong-Jones    | 2.04, 2.07, 2.10                     |                                                    | Norman Matt                                                 |
| Ben Daniels          | Antony Armstrong-Jones    | 3.01–3.10                            |                                                    | Matthias Klie                                               |
| Jason Watkins        | Harold Wilson             | 3.01–3.10                            |                                                    | Volker Hanisch                                              |
| Lyla Barrett-Rye     | Prinzessin Anne           |                                      | 2.05, 2.07, 2.09–2.10                              | Faye Süßenbach                                              |
| Erin Doherty         | Prinzessin Anne           | 3.04–4.10                            |                                                    | Leonie Landa                                                |
| Claudia Harrison     | Prinzessin Anne           | 5.01–6.10                            |                                                    | Eva Michaelis                                               |
| Jane Lapotaire       | Alice von Battenberg      | 3.04–3.05                            |                                                    | Eva-Maria Werth                                             |
| Billy Jenkins        | Prinz Charles             |                                      | 1.01, 1.03, 1.05, 1.07–1.08, 1.10–2.03             | Lasse Wulkop                                                |
| Julian Baring        | Prinz Charles             |                                      | 2.05, 2.07, 2.09–2.10                              | Lino Dohse                                                  |
| Josh O’Connor        | Prinz Charles             | 3.06–4.10                            |                                                    | Tobias Diakow                                               |
| Dominic West         | Prinz Charles             | 5.01–6.10                            |                                                    | Matthias Klie                                               |
| Emerald Fennell      | Camilla Parker Bowles     | 3.08–4.10                            |                                                    | Franziska Endres                                            |
| Olivia Williams      | Camilla Parker Bowles     | 5.01–6.10                            |                                                    | Elena Wilms                                                 |
| Andrew Buchan        | Andrew Parker Bowles      | 3.08–3.09                            | 4.06, 4.09                                         | Peter Lontzek                                               |
| Daniel Flynn         | Andrew Parker Bowles      |                                      | 5.05                                               |                                                             |
| Michael Maloney      | Edward Heath              | 3.08–3.09                            | 3.10                                               | Peter Reinhardt                                             |
| Emma Corrin          | Diana Spencer             | 4.01–4.10                            |                                                    | Muriel Bielenberg                                           |
| Elizabeth Debicki    | Diana Spencer             | 5.01–6.04, 6.07, 6.09                |                                                    | Merete Brettschneider                                       |
| Gillian Anderson     | Margaret Thatcher         | 4.01–4.10                            |                                                    | Elisabeth Günther                                           |
| Stephen Boxer        | Denis Thatcher            | 4.01–4.10                            |                                                    | Harald Effenberg                                            |
| Jonny Lee Miller     | John Major                | 5.01–5.10                            |                                                    | Robin Brosch                                                |
| Natascha McElhone    | Penny Knatchbull          | 5.01–5.02, 5.06                      |                                                    | Marion von Stengel                                          |
| Salim Daw            | Mohamed Al-Fayed          | 5.03, 5.10–6.04, 6.09                |                                                    | Hanns-Jörg Krumpholz                                        |
| Khalid Abdalla       | Dodi Al-Fayed             | 5.03, 5.10–6.04, 6.09                |                                                    | David Berton                                                |
| Prasanna Puwanarajah | Martin Bashir             | 5.07–5.08                            |                                                    | Jörn Linnenbröker                                           |
| Bertie Carvel        | Tony Blair                | 5.10–6.01, 6.04, 6.06, 6.09–6.10     |                                                    | Nicolas König                                               |
| Timothée Sambor      | Prinz William             |                                      | 5.01–5.02                                          | Piet Brasse                                                 |
| Senan West           | Prinz William             |                                      | 5.06–5.08                                          | Piet Brasse                                                 |
| Rufus Kampa          | Prinz William             |                                      | 6.01–6.04, 6.07                                    | Robert Knorr                                                |
| Ed McVey             | Prinz William             | 6.05–6.10                            |                                                    | Robert Knorr                                                |
| Teddy Hawley         | Prinz Harry               |                                      | 5.01–5.02                                          | John Chadwick                                               |
| Will Powell          | Prinz Harry               |                                      | 5.06–5.07                                          |                                                             |
| Fflyn Edwards        | Prinz Harry               |                                      | 6.01–6.04                                          |                                                             |
| Luther Ford          | Prinz Harry               | 6.05–6.10                            |                                                    | Flemming Stein                                              |
| Meg Bellamy          | Kate Middleton            | 6.07, 6.09–6.10                      |                                                    | Maria Wardzinska                                            |
| Eve Best             | Carole Middleton          | 6.07, 6.09                           |                                                    | Marianne Groß                                               |
| Harry Hadden-Paton   | Martin Charteris          |                                      | 1.01–1.03, 1.06–1.08, 2.01–2.03, 2.05, 2.08        | Arne Stephan                                                |
| Charles Edwards      | Martin Charteris          |                                      | 3.01–3.05, 3.07–4.10                               | Klaus-Peter Grap                                            |
| Pip Torrens          | Tommy Lascelles           |                                      | 1.01–1.05, 1.07–1.08, 1.10–2.07, 3.02              | Erik Schäffler                                              |
| Will Keen            | Michael Adeane            |                                      | 1.01, 1.06–2.08, 2.10                              | Florian Krüger-Shantin                                      |
| David Rintoul        | Michael Adeane            |                                      | 3.01–3.07, 3.10                                    | Reinhard Scheunemann                                        |
| Clive Francis        | Lord Salisbury            |                                      | 1.01–1.05, 1.07, 1.09, 2.01, 2.03, 2.06            | Peter Weis                                                  |
| Daniel Ings          | Mike Parker               |                                      | 1.01, 1.03, 1.05–1.06, 1.08–1.09, 2.01–2.03        | Tino Kießling                                               |
| James Laurenson      | Dr. John Weir             |                                      | 1.01–1.02, 1.04, 2.07, 2.10                        | Christian Rode                                              |
| Nicholas Rowe        | Jock Colville             |                                      | 1.01–1.09                                          | Thomas Schmuckert                                           |
| Harriet Walter       | Clementine Churchill      |                                      | 1.01–1.02, 1.04–1.07, 1.09                         | Gerlinde Dillge                                             |
| Ronald Pickup        | Erzbischof von Canterbury |                                      | 1.01, 1.03, 1.05, 1.10                             | Peter Groeger                                               |
| Joseph Kloska        | Porchey                   |                                      | 1.09, 2.04, 2.08                                   | Robert Kotulla                                              |
| John Hollingworth    | Porchey                   |                                      | 3.05                                               | Robert Kotulla                                              |
| Joe Edgar            | Porchey                   |                                      | 6.08                                               |                                                             |
| Tim Bentinck         | Porchey                   |                                      | 6.08                                               |                                                             |
| Sylvestra Le Touzel  | Dorothy Macmillan         |                                      | 2.04–2.05, 2.08, 2.10                              | Carla Becker                                                |
| Penny Downie         | Duchess of Gloucester     |                                      | 3.01–3.02, 3.04, 3.07, 3.10–4.01, 4.03, 4.07, 4.10 | Carla Becker                                                |
| Michael Thomas       | Duke of Gloucester        |                                      | 3.01–3.02, 3.04, 3.07, 3.10                        | Henry König                                                 |
| Tom Byrne            | Prinz Andrew              |                                      | 4.01, 4.04, 4.07–4.08, 4.10                        | Felix Strüven                                               |
| James Murray         | Prinz Andrew              |                                      | 5.01–5.02, 5.04–5.06, 5.08, 5.10                   | Sascha Draeger                                              |
| Angus Imrie          | Prinz Edward              |                                      | 4.01, 4.04, 4.07–4.08, 4.10                        | Tim Kreuer                                                  |
| Sam Woolf            | Prinz Edward              |                                      | 5.01, 5.05–5.06, 5.08, 5.10                        | Robert Knorr                                                |
| Andrew Havill        | Robert Fellowes           |                                      | 5.01–5.03, 5.05–5.10                               | Ingo Abel                                                   |
| Flora Montgomery     | Norma Major               |                                      | 5.01, 5.04–5.05, 5.08–5.10                         | Ela Nitzsche                                                |

### Gastdarsteller
| Schauspieler      | Rolle             | Episode    | Synchronsprecher   |
| ----------------- | ----------------- | ---------- | ------------------ |
| Stephen Dillane   | Graham Sutherland | 1.09       | Bodo Wolf          |
| John Heffernan    | Lord Altrincham   | 2.05       | Rasmus Borowski    |
| Gemma Whelan      | Patricia Campbell | 2.05       | Angela Quast       |
| Paul Sparks       | Billy Graham      | 2.06       | Stefan Gossler     |
| Michael C. Hall   | John F. Kennedy   | 2.08       | Dennis Schmidt-Foß |
| Jodi Balfour      | Jackie Kennedy    | 2.08       | Stephanie Damare   |
| Burghart Klaußner | Dr. Kurt Hahn     | 2.09       | Burghart Klaußner  |
| Clancy Brown      | Lyndon B. Johnson | 3.02       | Jürgen Holdorf     |
| Mark Lewis Jones  | Edward Millward   | 3.06       | Gerald Schaale     |
| Tim McMullan      | Robin Woods       | 3.07       | Lutz Schnell       |
| Harry Treadaway   | Roddy Llewellyn   | 3.10       | Jacob Weigert      |
| Tom Brooke        | Michael Fagan     | 4.05       | Christian Rudolf   |
| Richard Roxburgh  | Bob Hawke         | 4.06, 4.08 | Clemens Gerhard    |
| Tom Burke         | Dazzle Jennings   | 4.07       | Jens Wendland      |
| Nicholas Farrell  | Michael Shea      | 4.08       | Holger Mahlich     |
| Richard Dillane   | George V.         | 5.06       |                    |

## Musik
Für die Titelmusik verwendete Komponist Hans Zimmer die Basslinie der Arie „What power art thou“ aus der Oper King Arthur des englischen Barockkomponisten Henry Purcell.

## Kritiken
„Die Qualität von Dialog und Inszenierung täuscht natürlich nicht darüber hinweg, dass man hier einer erstklassig produzierten, lustvoll spekulativen Seifenoper zuschaut. Besonders der Seitenstrang über die Affäre Prinzessin Margarets mit dem verheirateten Captain Peter Townsend bietet einiges von dem Melodrama, das dieses Genre fordert. Und wenn der abgedankte König Edward und Churchill sich beim Essen verbünden, um zu verhindern, dass Elizabeth den Namen ihres Mannes annimmt, hat das einiges von einer anderen Netflix-Serie, nämlich der politischen Ränkeshow House of Cards.“

„Ein Pluspunkt ist auf jeden Fall das Drehbuch von Peter Morgan. Dass die Windsors dem Projekt skeptisch gegenüberstehen, ist kein Geheimnis. Morgan hat sich sämtlichen subtilen Versuchen des Hofes widersetzt, Einfluss zu nehmen. Seine Dialoge klingen nach Upper-class-Tonfall, ohne steif zu wirken, die emotionalen Verknotungen dieser altmodischen Familie zwischen Tradition, Verantwortung und dem, was Bürgerliche so Liebe nennen, werden sorgfältig orchestriert, die Cliffhanger überzeugen (meist geht es dabei um die tragische Liebe von Prinzessin Margaret zu Leutnant Peter Townsend). […] Dass die Szenen nie gestellt wirken, ist der hochkarätigen Schauspielcrew zu verdanken.“

## Historische Genauigkeit
Die Serie orientiert sich nur lose und episodenhaft an der Ära der Königin Elisabeth II und hält sich überwiegend nicht an die Historie. So sind die Todesumstände von Prinz Philips Schwester nicht korrekt dargestellt. Auch die angedeutete Affäre mit Galina Ulanova ist nur Fiktion. Der Dialog zwischen Prinz Philip und Prinzessin Diana
in der Folge Krieg ist ebenfalls erfunden.
Der Minister für Kultur, Digitales, Medien und Sport Oliver Dowden forderte von Netflix deutlicher zu erklären, dass die Serie fiktiv sei. Prinz Harry urteilte allerdings wie folgt: „Ich schaue mir lieber 'The Crown' an, als das zu lesen, was über meine Familie, über meine Frau oder mich geschrieben wird.“ (Prinz Harry: Interview mit James Corden)
Auch in der fünften Staffel sind weite Teile der Serie Fiktion. Kritisiert wurde insbesondere, dass auch historisch verbürgte Szenen falsch dargestellt würden. Chris Ship, Königshausexperte des TV-Senders „ITV“, bemängelte beispielsweise, dass die berühmte Rede der Queen aus dem Jahr 1992 in der Serie gänzlich anders klinge: „Es ist eine der berühmtesten Reden der Queen, als sie mit dem ‚Annus Horribilis‘ über ein Jahr sprach, auf das sie, ‚nicht mit ungetrübter Freude zurückblicken‘ würde. Es ist eine bedeutende Rede, auf die immer wieder Bezug genommen wird, wenn es um das Leben der Queen geht. Aber Netflix hat die Rede umgeschrieben. Da ist Kritik gerechtfertigt, wenn man Geschichte in so vorsätzlicher Weise ändert.“
Auch Hugo Vickers, Biograf von Queen Mum, kritisierte die historischen Ungenauigkeiten: „Es sieht so echt aus, aber das ist es nicht, das ist ein kompletter Schwindel. Es ist eine aufwendige Produktion, sie haben sehr gute Schauspieler, die extrem gut spielen, und sie haben ein gutes Drehbuch. Aber es ist grundlegend verlogen und deshalb letzten Endes schändlich.“

## Auszeichnungen
British Academy Television Award
- 2017
  - Nominierung: Beste Dramaserie
  - Nominierung: Beste Hauptdarstellerin (für Claire Foy)
  - Nominierung: Bester Nebendarsteller (für John Lithgow und Jared Harris)
  - Nominierung: Beste Nebendarstellerin (für Vanessa Kirby)

- 2018
  - Auszeichnung: Beste Nebendarstellerin (für Vanessa Kirby)
  - Nominierung: Beste Dramaserie
  - Nominierung: Beste Hauptdarstellerin (für Claire Foy)

Critics’ Choice Television Award
- 2016
  - Auszeichnung: Bester Nebendarsteller – Dramaserie (für John Lithgow)
  - Nominierung: Beste Dramaserie
  - Nominierung: Beste Gastrolle – Dramaserie (für Jared Harris)

- 2018
  - Nominierung: Beste Dramaserie
  - Nominierung: Beste Hauptdarstellerin – Dramaserie (für Claire Foy)

Emmy
- 2017
  - Auszeichnung: Bester Nebendarsteller – Dramaserie (für John Lithgow)
  - Nominierung: Beste Dramaserie
  - Nominierung: Beste Hauptdarstellerin – Dramaserie (für Claire Foy)
  - Nominierung: Beste Regie – Dramaserie (für Stephen Daldry)
  - Nominierung: Bestes Drehbuch – Dramaserie (für Peter Morgan)

- 2018
  - Auszeichnung: Beste Hauptdarstellerin – Dramaserie (für Claire Foy)
  - Auszeichnung: Beste Regie – Dramaserie (für Stephen Daldry)
  - Nominierung: Bester Nebendarsteller – Dramaserie (für Matt Smith)
  - Nominierung: Beste Nebendarstellerin – Dramaserie (für Vanessa Kirby)
  - Nominierung: Bestes Drehbuch – Dramaserie (für Peter Morgan)

- 2021
  - Auszeichnung: Beste Dramaserie
  - Auszeichnung: Beste Hauptdarstellerin – Dramaserie (für Olivia Colman)
  - Auszeichnung: Bester Hauptdarsteller – Dramaserie (für Josh O’Connor)
  - Auszeichnung: Beste Nebendarstellerin – Dramaserie (für Gillian Anderson)
  - Auszeichnung: Bester Nebendarsteller – Dramaserie (für Tobias Menzies)
  - Auszeichnung: Bestes Drehbuch – Dramaserie (für Peter Morgan)
  - Auszeichnung: Beste Regie – Dramaserie (für Jessica Hobbs)

Golden Globe Award
- 2017
  - Auszeichnung: Beste Serie – Drama
  - Auszeichnung: Beste Serien-Hauptdarstellerin – Drama (für Claire Foy)
  - Nominierung: Bester Nebendarsteller – Serie, Miniserie oder Fernsehfilm (für John Lithgow)

- 2018
  - Nominierung: Beste Serie – Drama
  - Nominierung: Beste Serien-Hauptdarstellerin – Drama (für Claire Foy)

- 2020
  - Auszeichnung: Beste Serien-Hauptdarstellerin – Drama (für Olivia Colman)
  - Nominierung: Beste Serie – Drama
  - Nominierung: Bester Serien-Hauptdarsteller – Drama (für Tobias Menzies)
  - Nominierung: Beste Nebendarstellerin – Serie, Miniserie oder Fernsehfilm (für Helena Bonham Carter)

- 2021
  - Auszeichnung: Beste Serie – Drama
  - Auszeichnung: Beste Serien-Hauptdarstellerin – Drama (für Emma Corin)
  - Auszeichnung: Bester Serien-Hauptdarsteller – Drama (für Josh O’Connor)
  - Auszeichnung: Beste Nebendarstellerin – Serie, Miniserie oder Fernsehfilm (für Gillian Anderson)
  - Nominierung: Beste Serien-Hauptdarstellerin – Drama (für Olivia Colman)
  - Nominierung: Beste Nebendarstellerin – Serie, Miniserie oder Fernsehfilm (für Helena Bonham Carter)

- 2024
  - Nominierung: Beste Serie – Drama
  - Nominierung: Bester Serien-Hauptdarsteller – Drama (für Dominic West)
  - Nominierung: Beste Serien-Hauptdarstellerin – Drama (für Imelda Staunton)
  - Auszeichnung: Beste Nebendarstellerin – Serie, Miniserie oder Fernsehfilm (für Elizabeth Debicki)

Screen Actors Guild Award
- 2017
  - Auszeichnung: Bester Darsteller in einer Fernsehserie – Drama (für John Lithgow)
  - Auszeichnung: Beste Darstellerin in einer Fernsehserie – Drama (für Claire Foy)
  - Nominierung: Bestes Schauspielensemble – Drama

- 2018
  - Auszeichnung: Beste Darstellerin in einer Fernsehserie – Drama (für Claire Foy)
  - Nominierung: Bestes Schauspielensemble in einer Fernsehserie – Drama (für Claire Foy, Victoria Hamilton, Vanessa Kirby, Anton Lesser und Matt Smith)

Satellite Award
- 2016
  - Auszeichnung: Beste Fernsehserie (Drama)
  - Nominierung: Bester Nebendarsteller in einer Serie, Miniserie oder einem Fernsehfilm (für Jared Harris)